# Israelische Badmintonmeisterschaft 2006
Die Israelische Badmintonmeisterschaft 2006 fand vom 5. bis zum 6. Mai 2006 im Kibbuz Hatzor statt.

## Medaillengewinner
| Disziplin    | Gold                                 | Silber                     | Bronze                        |
| ------------ | ------------------------------------ | -------------------------- | ----------------------------- |
| Herreneinzel | Misha Zilberman                      | Nir Yusim                  | Alexander Bass                |
| Herreneinzel | Misha Zilberman                      | Nir Yusim                  | Aviv Sade                     |
| Dameneinzel  | Svetlana Zilberman                   | Rina Fridman               | Alina Pugach                  |
| Herrendoppel | Nir Yusim Alexander Bass             | Leon Pugach Anton Karshani | Amir Moses Reuven Moses       |
| Herrendoppel | Nir Yusim Alexander Bass             | Leon Pugach Anton Karshani | Igor Rozanski Alex Buki       |
| Damendoppel  | Svetlana Zilberman Svetlana Kapelyan | keine Daten                | keine Daten                   |
| Mixed        | Misha Zilberman Svetlana Zilberman   | Leon Pugach Rina Fridman   | Philip Perlov Oksana Shevorov |